# Guldbagge/Beste Filmmusik
Guldbagge: Beste Filmmusik
Gewinner des schwedischen Filmpreises Guldbagge in der Kategorie Beste Filmmusik (Bästa originalmusik). Das Schwedische Filminstitut vergibt seit 1964 alljährlich seine Auszeichnungen für die besten Filmproduktionen und Filmschaffenden des vergangenen Kinojahres Ende Januar beziehungsweise Anfang Februar auf einer abwechselnd in Stockholm oder Göteborg stattfindenden Gala. Der Filmpreis für die beste Filmmusik wurde erstmals 2012 verliehen.

## 2010er Jahre
2012
Questlove, Ommas Keith – The Black Power Mixtape 1967–1975
Fredrik Emilson – Kronjuvelerna
Annette Focks – Simon (Simon och Ekarna)
2013
Benny Andersson – Palme
Andreas Unge, Johan Söderqvist, Raynier Casamayor Griñán – El Médico – Die Cubatón Geschichte (El Medico: The Cubaton Story)
Malik Bendjelloul, Rodriguez – Searching for Sugar Man
2014
Matti Bye – Faro
Peter Nordahl – Monica Z
Matti Bye – Der Hundertjährige, der aus dem Fenster stieg und verschwand
2015
Mattias Bärjed, Jonas Kullhammar – Gentlemen
Hani Jazzar, Gorm Sundberg – Eine Taube sitzt auf einem Zweig und denkt über das Leben nach (En duva satt på en gren och funderade på tillvaron)
Erik Enocksson – The Quiet Roar
2016
Lisa Holmqvist – Flocken
Benny Andersson – Zirkel (Cirkeln)
Jon Ekstrand – Det vita folket
2017
Jan Sandström – Der Müllhubschrauber (Sophelikoptern)
Björn Olsson – Jätten
Sophia Ersson – Pojkarna
2018
Peter von Poehl – Korparna
Jonas Struck, Vladislav Delay, Jon Ekstrand, Carl-Johan Sevedag – Borg/McEnroe
Karl Frid, Pär Frid – Citizen Schein
2019
Johan Testad – Goliat
Gaute Storaas – Halvdan – Der Wikinger (Halvdan Viking)
Armand Amar – Innan vintern kommer

## 2020er Jahre
2020
Nathaniel Méchaly – Feuer & Flamme (Eld & lågor)
Jon Ekstrand – 438 dagar
Johan Ramström – Sara med allt sitt väsen
2021
Ola Kvernberg – Only the Devil Lives Without Hope (Endast djävulen lever utan hopp)
Lars Greve – Psykos i Stockholm
Uno Helmersson – Nelly Rapp – Monster Agent
2022
Lisa Nordström – Children of the Enemy
Anna von Hausswolff, Filip Leyman – The Most Beautiful Boy in the World (Världens vackraste pojke)
Johan Söderqvist – Utvandrerna
2023
Eirik Havnes – Historjá – Stygn för Sápmi
Irya Gmeyner, Martin Hederos – Comedy Queen
Lisa Montan – Lasse-Majas detektivbyrå – Skorpionens gåta